# Stříbrné návrší
Stříbrné návrší (též Bílá louka, německy Silberkamm) je hora v Krkonoších, ležící na česko-polské hranici 1 km severozápadně od Luční boudy a 2 km severozápadně od Studniční hory, jejímž je vedlejším vrcholem. Stříbrné návrší je porostlé travinami a klečí a je součástí I. zóny KRNAP.

## Přístup
Vzhledem k ochraně území je vrchol nepřístupný a nevede na něj ani žádná cesta. Hlavní krkonošská hřebenovka, červeně značená cesta česko-polského přátelství, vede 500 m severovýchodně od vrcholu. Nejblíže k vrcholu je zimní tyčová cesta z Luční boudy na Špindlerovu boudu - asi 100 m jihozápadně.

## Okolí
- Luční bouda, nejstarší bouda v Krkonoších (1 km JV)
- Úpské rašeliniště v mělkém sedle se Studniční horou, východně od Luční boudy (1 km JV)
- rašelinná Čertova louka se vzácnou květenou a dobře vyvinutými mrazovými půdami, tzv. tufury, což jsou kopečkovité útvary vznikající periodickým zamrzáním a rozmrzáním, v sedle se Stříbrným hřbetem (1 km SZ)
- ledovcové jezero Mały Staw pod strmým severovýchodním svahem (1 km SV)